# McGillivray Creek
McGillivray Creek är ett vattendrag i Kanada.   Det ligger i provinsen British Columbia, i den sydvästra delen av landet, 3 500 km väster om huvudstaden Ottawa. McGillivray Creek ligger vid sjön Anderson Lake.
I omgivningarna runt McGillivray Creek växer i huvudsak barrskog. Trakten runt McGillivray Creek är nära nog obefolkad, med mindre än två invånare per kvadratkilometer.